# Psocoptera
Gli psocotteri (Psocoptera), detti anche Corrodentia o Copeognatha, sono un ordine di insetti di piccole dimensioni, con livree di colori generalmente smorti o variegati, spesso atteri, con esoscheletro poco consistente.
L'ordine comprende circa 1000 specie, ripartite in tre sottordini: Trogiomorpha, Troctomorpha e Psocomorpha.

## Descrizione
Il loro capo è grande, mobile, ipognato o subipognato, caratterizzato dal clipeo distinto in preclipeo, breve, e postclipeo, bulboso e sporgente simulante una prefronte rigonfiata. Gli ocelli son presenti solo nelle forme alate. Antenne lunghe (13-50 articoli). Occhi composti molto prominenti nei maschi e talvolta persino peduncolati, o ridotti ad un piccolo numero di ommatidi in alcune forme attere; ocelli 3, raramente 2 negli alati, mancanti negli atteri.
Mancano i cerci.

## Biologia
Dal momento che gli psocotteri appartengono agli emimetaboli, gli stadi pre-immaginali sono molto simili agli animali adulti. Le neanidi sono chiare e a volte trasparenti, le zampe hanno sempre due segmenti, anche le loro antenne hanno pochi segmenti. In alcune specie sono presenti due sessi e la riproduzione avviene per anfigonia mentre altre si moltiplicano solo per partenogenesi.
La loro alimentazione è spesso amilaceo/cellulosidica tanto che il nome comune molto spesso attribuito a questi insetti è mordilibri, in quanto li si può trovare in libri e carte poco usate; i loro habitat più comuni, comunque, rimangono vegetazione (corteccia in particolar modo), licheni e vecchi steccati.
Forme fossili sono presenti fin dal Permiano.

## Tassonomia
Alcuni generi:
- Aaroniella
- Amphigerontia
- Asiopsocus
- Badonnelia
- Blaste
- Caecilius
- Cerastipsocus
- Dorypteryx
- Ectopsocus
- Elipsocus
- Lachesilla
- Liposcelis
- Mesopsocus
- Metylophorus
- Neotrogla
- Novopsocus
- Peripsocus
- Philotarsus
- Psocathropos
- Psococerastis
- Psocus
- Trichadenotecnum